# Cabernet Blanc

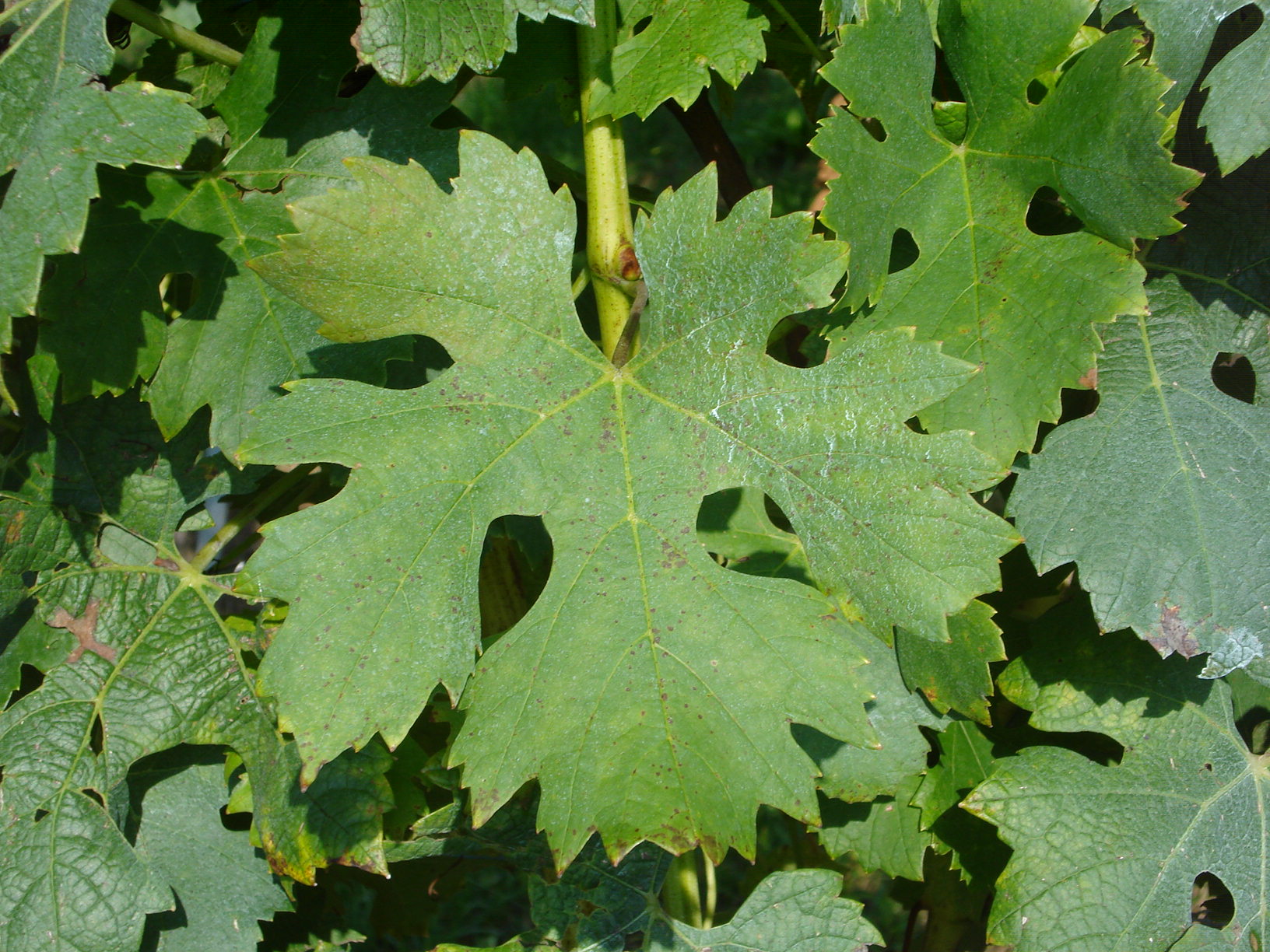
Blatt der Sorte Cabernet blanc

Cabernet Blanc ist eine im Jahr 1991 neu gezüchtete weiße Rebsorte. Die Sorte zählt zu den pilzwiderstandsfähigen (PIWI) Sorten. Die Weine sind extraktreich, stoffig und erinnern an Sauvignon Blanc.

## Herkunft
Sie ist eine Kreuzung zwischen Cabernet Sauvignon und Regent. Zunächst wurde angenommen, dass es sich beim Resistenzpartner um eine komplexe Abstammung aus (Silvaner × Riesling × Vitis vinifera) ×(JS 12417Chancellor) handeln würde. Gezüchtet wurde die neue Rebsorte vom Schweizer Rebenzüchter Valentin Blattner. Die Selektion erfolgte in der deutschen Rebschule Freytag in Neustadt an der Weinstraße, Ortsteil Lachen-Speyerdorf in der Pfalz. Nach mehreren Jahren der Versuchsauswertung wurde die Rebsorte von Volker Freytag im Jahre 2004 zum Sortenschutz und 2010 zur Klassifizierung angemeldet.

## Ampelografische Merkmale
- Die Triebspitze mittelwollig behaart.
- Der Wuchs kräftig und aufrecht.
- Das Blatt typisch Cabernet Sauvignon; fünfeckig mit 5 Lappen. Die Stielbucht ist offen bis wenig offen mit v-förmiger Basis. Die Blattunterseite ist schwach behaart.
- Die Traube ist groß, geschultert und lockerbeerig. Die Beeren sind klein und rund, gemischtbeerig, d. h. normal große und jungfernfrüchtige Beeren befinden sich nebeneinander. Besonders die kernlosen Früchte weisen einen sehr hohen Zuckergehalt und gute Extraktwerte auf. Bis zur vollständigen Reife sind die Beeren dunkelgrün und wirken lange unreif; erst bei Beginn der Endreife Anfang Oktober färben sie sich gelb. Die Beeren haben einen hohen Gerbstoffgehalt.

Die Weinbeeren sind vergleichsweise klein, rund und nahezu kernlos. Sie weisen ausgereift einen sehr hohen Zuckergehalt und Extraktwerte auf. Die Beeren sind dunkelgrün und wirken lange unreif. Mit Beginn der Reife, meist erst Anfang Oktober färben sich die Beeren gelb.
Reife: mittelspät - Oktober

## Ertrag
Wegen der starken Verrieselungsneigung können die Erträge je nach Standort sehr unterschiedlich sein.

## Ansprüche
Wegen der starken Verrieselungsneigung soll die Sorte nur auf eine schwach wachsende Unterlage veredelt werden.

## Vor- und Nachteile
Vorteile

- Die Sorte besitzt eine gute Resistenz gegen Oidium und Botrytis.
- Die Traube besitzt normalgroße und jungfernfrüchtige Beeren. Dadurch sind die Trauben eher lockerbeerig, luftig und leicht abtrocknend, was sich positiv auf die Resistenz gegen Botrytis (Grauschimmelfäule) auswirkt.
- Besitzt eine gute Resistenz gegen den echten und falschen Mehltau der Weinrebe.
- Die Winterfrostfestigkeit ist sehr gut – vergleichbar mit Riesling.

Nachteile

- Ist sehr blüteempfindlich, deswegen sind Verrieselungsschäden möglich.

## Wein
Der Wein ist komplex, würzig, extraktreich, im Bukett ähnelt er dem Sauvignon Blanc. Der Geschmack wird häufig mit Riesling oder Sauvignon Blanc verglichen.